# Национальный комитет Германии по туризму
Национальный комитет Германии по туризму (нем. Deutsche Zentrale für Tourismus e.V., сокр. DZT) – национальная маркетинговая организация, действующая по поручению Федерального правительства ФРГ с целью продвижения туристических возможностей Германии внутри страны и за её пределами.
DZT – некоммерческая организация с головным отделением в городе Франкфурт-на-Майне, основанная в 1948 году Германским туристическим союзом. Действуя под руководством Федерального министерства экономики и технологии, DZT как рекламная организация финансируется посредством государственной поддержки и через частные взносы.
С 1999 года DZT также отвечает за надрегиональный маркетинг внутри ФРГ. В том числе по поручению Министерств экономики и Местных маркетинговых организаций всех 16 федеральных земель продвигает Немецкие железные дороги (Deutsche Bahn), авиакомпанию Lufthansa, а также другие крупные туристические организации и объединения, предлагающие отдых внутри страны.

## Иностранные представительства
Продвижение Германии как туристического направления разделено на шесть основных областей регионального менеджмента:  
- Северо-западная Европа
- Северо-восточная Европа
- Юго-западная Европа
- Юго-восточная Европа
- Америка/Израиль
- Азия/Австралия

Всего в мире DZT представлено 30 иностранными представительствами. Помимо 11 собственных представительств также существуют 19 представительств, действующих под эгидой партнёрских организаций, таких как Люфтганза и Немецкая торгово-промышленная палата (Deutsche Industrie und Handelskammertag e.V.) и прочих.  

## Цели и стратегические области деятельности
Основными целями DZT являются увеличение туристического потока в Германию, а также распространение информации о всём многообразии и привлекательности предложений, которые Германия может сделать путешественникам. Данные цели осуществляются DZT и его партнёрами как по отношению к частному туризму (каникулы/отпуск), так и относительно делового туризма (выставки, конгрессы, корпоративные поездки).
Стратегические области деятельности:
- Усиление имиджа Германии как туристического направления
- Достижение роста туризма на мировом уровне
- Туристическое использование транспортной инфраструктуры
- Сохранение Германией звания «Страны №1 в Европе по деловым поездкам»
- Поддержка международного общения
- Использование и развитие в туристических целях культурного наследия Германии
- Развитие оздоровительного туризма в национальном масштабе
- Разработка сценариев и продуктов в связи с глобальным изменением климата
- Поддержка интернационализации городов и регионов
- Глобальное использование многоканальности в продажах

## Маркетинговые темы
В своей глобальной деятельности DZT ориентируется на такие туристические тренды как «культура» и «здоровье». Эти тренды ложатся в основу построения двух основных продуктовых линий DZT – городского/событийного туризма и путешествий с целью отдыха/поддержание здоровья. Своё воплощение эти продуктовые линии находят в так называемых «тематических годах» и «основных темах»:
- Тематический год 2008: Замки, парки и сады
- Тематический год 2009: Германия как страна для активного отдыха – здоровый образ жизни, активные прогулки и велотуризм
- Тематический год 2010: Культурная столица Европы – Рурский регион 2010, «Города культуры Германии»
- Тематический год 2011: Германия как страна для оздоровительного отпуска
- Тематический год 2012: Вино Германии
- Тематический год 2013: Путешествующая молодежь
- Тематический год 2014: Наследие ЮНЕСКО
- Тематический год 2015: Традиции и обычаи
- Тематический год 2016: Природные красоты

## Важнейшие события, мероприятия и юбилеи в немецком туризме
2008:
- Городские праздники в Германии: от крупнейшего стрелкового состязания до красивейшего рождественского базара
- 850-летие Мюнхена
- Кулинарная Германия

2009:
- 20 лет со дня падения Берлинской стены
- 90-летие основания школы Баухаус в Веймиаре
- Миф об Имперском конфликте - 2000 лет назад произошла Битва в Тевтобургском Лесу
- Георг Фридрих Гендель  - 250-летие со дня смерти

2010-2011:
- 300-летие основания Мейсенской фабрики фарфора
- 41-е представление под открытым небом Passionsspiel в Обераммергау  (Инсценировка страстей Христовых)
- 200-летие Октоберфеста в Мюнхене
- 175-летие немецкой железной дороги

2012:
- 300-летие короля Пруссии Фридриха Великого
- 800-летие хора церкви Святого Фомы
- Год Германии в России

2013:
- 200-летний юбилей Рихарда Вагнера
- Юбилей творчества Братьев Гримм: 200-летие сборника «Детские и семейные сказки» Якоба и Вильгельма Гримм
- Год Германии в России в регионах

2014:
- 25 лет падения Берлинской стены
- 300 лет со дня рождения И.С. Баха
- 600 лет Констанцскому собору

2015:
- 25 лет Немецкого единства
- 500 лет со дня рождения Лукаса Кранаха
- Deutsche Ferien

## Каналы распространения информации
- Национальный комитет Германии по туризму представляет Германию как туристическое направление на международных и региональных выставках
- DZT ежегодно организует для туристических агентств и маркетинговых организаций профессиональную выставку по теме въездного туризма в Германию Germany Travel Mart™ (GTM)
- Для того, чтобы найти новых партнёров среди туристических агентств, DZT организует семинары и презентации по всему миру
- Немецкие и международные туроператоры являются тесными партнёрами DZT
- Чтобы рассказать специалистам в области путешествий и представителям СМИ о туристической Германии, DZT также регулярно организует рекламные- и пресс-туры
- DZT издаёт информационное пособие для туристических агентств по бронированию туров в Германию - "Booking Germany"
- Туристические бюро по всеми миру получают от DZT информацию об актуальных предложениях и программах в области туризма в Германии

## Национальный туристический офис Германии в России
В Российской Федерации представительство Национального комитета Германии по туризму носит имя Национального туристического офиса (НТО) Германии в России. Руководителем представительства является Алла Беликова. Как и головная организация, НТО Германии в России оказывает информационную поддержку путешествующим в Германию туристам, представителям российского турбизнеса, а также средствам массовой информации. С российской стороны партнёрами являются туроператоры, СМИ, туристические, культурные и экономические организации России и Германии, а также Посольство и Консульства Германии в Российской Федерации. За годы работы российского представительства DZT миллионы россиян открыли для себя разнообразные туристические возможности Германии. 